# Gernot Klepper
Gernot Klepper (* 20. September 1951 in Deutschland; † 23. Oktober 2024) war ein deutscher Ökonom und Leiter der Forschungsabteilung „Umwelt- und Ressourcenökonomie“ am Institut für Weltwirtschaft an der Christian-Albrechts-Universität zu Kiel.

## Wissenschaftliche Laufbahn
Gernot Klepper absolvierte zwischen 1971 und 1977 das Studium der Volkswirtschaftslehre an der Universität Heidelberg und schloss es mit dem Diplom ab. Bis 1979 studierte er, auf sein vorangegangenes Studium aufbauend, Agrarwissenschaften an der University of Kentucky, USA. Von 1979 bis 1981 war er als wissenschaftlicher Angestellter am Südasien-Institut an der Universität Heidelberg beschäftigt. 1981 bis 1983 erarbeitete er sich seine Promotion in Agrarwirtschaft an der University of Kentucky, im Rahmen eines Promotionsstipendiums der Studienstiftung des Deutschen Volkes. Zwischen 1983 und 1984 war er wissenschaftlicher Angestellter am Lehrstuhl für Volkswirtschaftslehre, Wirtschaftstheorie, an der Universität Mannheim und war ab 1984 wissenschaftlicher Angestellter am Institut für Weltwirtschaft an der Universität Kiel. Von 1988 bis 1994 war er Forschungsstipendiant am Center for Economic Policy Research (CEPR) in London, UK. Zwischen 1995 und 2005 war er der Leiter der Forschungsabteilung „Umwelt- und Ressourcenökonomie“ am Institut für Weltwirtschaft an der Universität Kiel. Ab 1999 war er zudem Mitglied des Kollegiums der „Europäischen Akademie zur Erforschung von Folgen wissenschaftlich-technischer Entwicklungen, Bad Neuenahr-Ahrweiler GmbH“. Ab dem Jahr 2009 war er Stellvertretender Vorsitzender des ISCC e.V. (International Sustainability and Carbon Certification) und Stellvertretender Vorsitzender des Deutschen Klima Konsortiums (DKK). Ab 2006 war er einer der ursprünglichen 17 Principal Investigators des Exzellenzclusters Ozean der Zukunft.

## Forschungsinteressen
- Klimawandel und Klimapolitik
- Umweltpolitische Instrumente
- Nachhaltige Entwicklung
- Interdisziplinäre Forschung
- Alternative Energiequellen
- Globale Umweltprobleme[2]

## Ausgewählte Projekte
- Das Kiel Earth Institute
- Bioenergie und Landnutzung[2]

## Auszeichnungen
- 1998 Ernennung zum Ehrenprofessor des Landes Schleswig-Holstein.[2]

## Ausgewählte Publikationen
- S. Peterson, G. Klepper: Distribution Matters – Taxes vs. Emissions Trading in Post Kyoto Climate Regimes. (= Kiel Working Paper. 1380). Institut für Weltwirtschaft, Kiel 2007, DNB 1129179249.
- G. Klepper: Fallstricke, Gräben und Anreizstrukturen: Reflexionen zur umweltpolitischen Politikberatung in Deutschland. In: Zeitschrift für Angewandte Umweltforschung. Sonderheft 15, 2005.
- J. Henke, G. Klepper, J. Netzel: Steuerbefreiung für Biokraftstoffe: Ist Bio-Ethanol wirklich eine klimapolitische Option? In: Zeitschrift für Angewandte Umweltforschung. Band 15/16, Heft 3–5, 2003/2004, S. 289–313.[2]